# Paul Gardiner

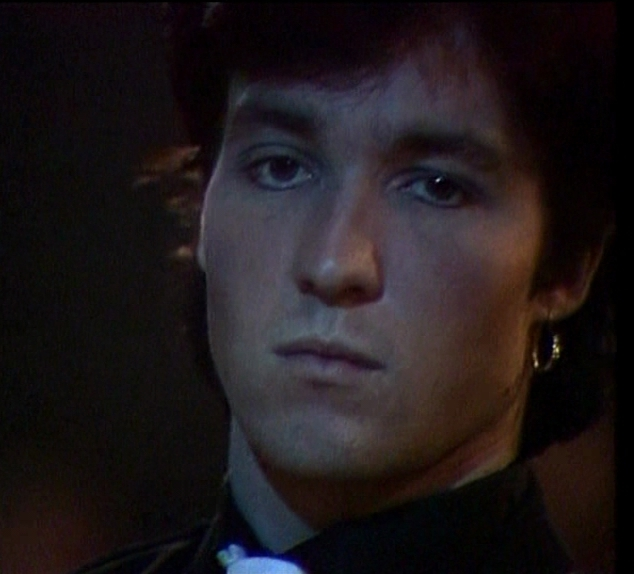
Paul Gardiner die tijdens de Duitse tv opname van Are 'Friends' Electric? basgitaar speelt.

Paul Mark Gardiner (1 mei 1958 - 4 februari 1984) was een Britse muzikant die basgitaar speelde met de toenmalige groep Tubeway Army en Gary Numan. Hij creëerde ook materiaal onder zijn eigen naam.

## Biografie
Paul Gardiner werd geboren in Hayes, Middlesex. Begin 1976 speelde Gardiner in een band genaamd The Lasers. Hij bevriende Gary Numan, die besloot mee te spelen. Numan besloot uiteindelijk om de band te verlaten, waar Gardiner volgde. De twee vormden hierna de band Tubeway Army.

## Overlijden
Paul Gardiner overleed op een 25-jarige leeftijd door een overdosis heroïne op 4 februari 1984.
- Bibsys: 8017401
- Gemeinsame Normdatei: 134381564
- International Standard Name Identifier: 0000 0003 7243 2737
- Library of Congress Control Number: no2018078864
- MusicBrainz: 03e7dbb0-4d97-4a78-9b9f-bde5156a28e0
- Virtual International Authority File: 79599617
- WorldCat: E39PBJwD4mvcCHbCdr6g9y6VG3